# Боузов (замък)
Замъкът Боузов (на чешки: Hrad Bouzov) е един от средновековните моравски замъци, разположен край едноименното селище в окръг Оломоуц на Чешката република. Замъкът е издигнат в края на XII — началото на XIV век. Съвременният си облик придобива след реконструкция в романски стил в началото на XX век.

## История на замъка
Замъкът е построен през Късното средновековие и е назован Бузов (на чешки: Búzov) на името на първия известен собственик - Буз, владетел на Бузов в периода 1317—1339 година. В средата на XIV век замъкът преминава във владение на братята Йешек и Бенеш от Вилденберк. През 1382 г. Бенеш продава замъка и имотите в Боузов на маркграф Йобст Моравски, който през 1396 г. го предава на Бочек II от Кунщат-Подебради, чиито потомци (родът Подебради) владеят замъка през следващите 70 години. След това замъкът често сменя собствениците си, което оставя богат културно-архитектурен отпечатък.
По време на Тридесетгодишната война замъкът Боузов служи в качеството на имперска крепост и затвор за шведските пленници. През 1649 г. замъкът е придобит от Евгения от Прусиновице, а през 1696 г. синът ѝ продава Боузов Храд на Тевтонския орден. Замъкът принадлежи на ордена до 1939 г, като е богато реконструиран при магистър Ойген фон Тешен.
През 1939 г.  Боузов е конфискуван от нацистката администрация. По време на войната замъкът е предаден под ръководството на Главното административно  управление на СС, което го използва в качеството на хранилище за конфискувани ценности. След края на войната Боузов преминава в собственост на чехословашката държава. Когато Чехословакия престава да съществува, Тевтонският орден заявява правата си над замъка, но безуспешно.